# Sigismund Bacstrom

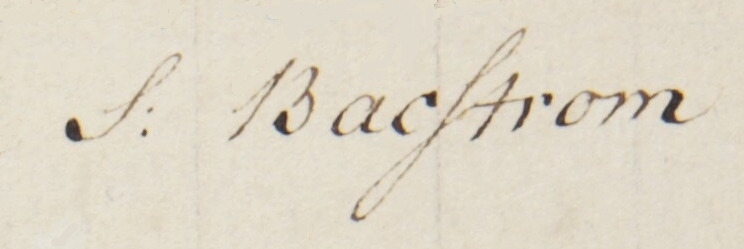
Unterschrift Bacstroms

Sigismund Bacstrom (geboren um 1750; gestorben 1805) war ein weitgereister Schiffsarzt, Zeichner, sowie Autor und Übersetzer alchemistischer und rosenkreuzerischer Schriften. Seine Zeichnungen von Orten und Menschen, denen er auf seinen Reisen begegnete, zeigen eher den mit Präzision arbeitenden Chirurgen und den Wissenschaftler mit Sinn für das Detail als den ausgebildeten Künstler. Für die Entwicklung des Okkultismus in England ist er von Bedeutung durch die sogenannte Bacstrom-Society, eine rosenkreuzerische Gruppe, deren Existenz nicht ganz gesichert ist, die aber als Vorläufer der Societas Rosicruciana in Anglia und damit weiterer moderner hermetischer und rosenkreuzerischer Bewegungen gilt.

## Erste Reisen
Über Bacstroms frühe Jahre ist nur wenig bekannt. Der Name ist vermutlich schwedisch, er soll aber in Deutschland geboren sein. Er behauptete, an der Universität Straßburg als Arzt, Chirurg und Chemiker ausgebildet worden zu sein. Von 1763 bis 1770 diente er als Schiffsarzt in der niederländischen Marine und lebte anschließend in England.
Von 1772 bis 1775 war er Sekretär des Naturforschers Joseph Banks, den er auf einer Forschungsreise nach Island begleitete. Anschließend arbeitete er bis 1779 für den mit Banks befreundeten britischen Seeoffizier William Kent (1751–1812). In den folgenden 10 Jahren machte er als Schiffsarzt  mindestens sechs Reisen, darunter zwei Fahrten auf Walfängern nach Spitzbergen, sowie auf Handelsschiffen nach Guinea und Jamaika. Über seine zweite Reise nach Spitzbergen 1780 verfasste Bacstrom einen Bericht, der 1799 im Philosophical Magazine abgedruckt wurde.
Ende der 1780er Jahre fand Bacstrom einen namentlich nicht bekannten Förderer, der ihm ein aufwendiges Laboratorium in Marylebone für die Durchführung naturphilosophischer Experimente einrichtete. Nach dem Tod seines Mäzens 1789 war Bacstrom erneut ohne Einkommen. Schließlich erhielt er das Angebot, bei einer von einer Gruppe Londoner Kaufleute finanzierten Handelsreise um die Welt als Schiffsarzt und Drogenkundiger teilzunehmen. Ziel der Reise war es, Cortex peruvianus (Chinarinde) und andere wertvolle Naturprodukte zu gewinnen. Außerdem sollte Bacstrom  für Banks auf der Reise, die über Kap Hoorn, Nootka Sound, China und Südostasien führen sollte, naturkundliche Proben und Präparate  sammeln.

## Pazifikreise

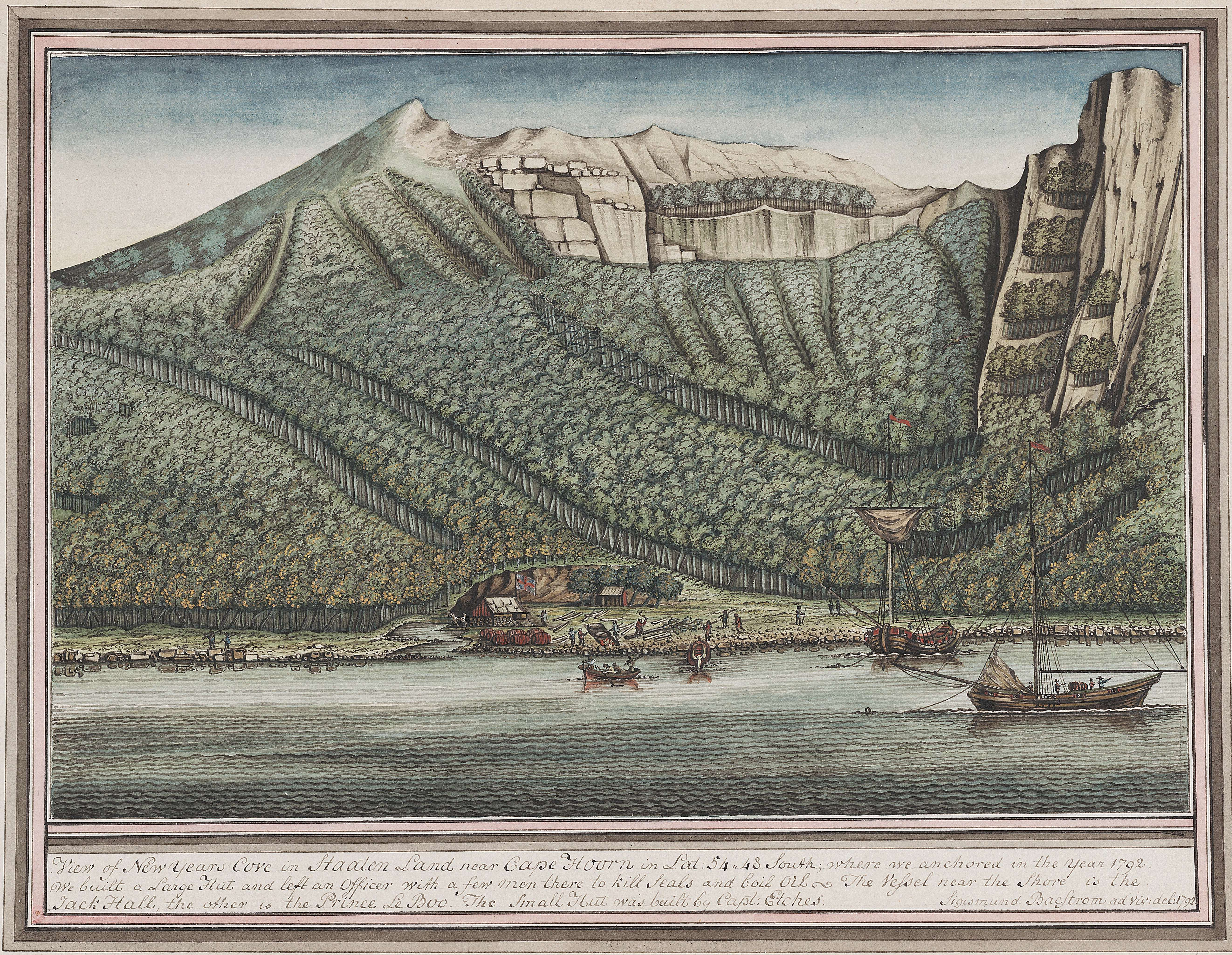
Jagdlager auf der Isla de los Estados mit Jackal und Prince Lee Boo

Für die Reise wurden drei Schiffe bereitgestellt, nämlich die Butterworth, eine ehemals französische Fregatte mit 392 t, eine große Schaluppe Jackal (manchmal auch Jackall oder Jack Hall) und eine kleinere Schaluppe namens Prince Lee Boo, alle unter dem Kommando von Kapitän William Brown. Ende 1791 segelten die Schiffe von England ab und landeten im März 1792 auf der Isla de los Estados vor Kap Hoorn, wo man Seehunde jagte und deren Speck auskochte.
Im Juni segelte man über den Pazifik zu den Marquesas und erreichte im Juli Vancouver Island und den dortigen Handelsstützpunkt bei Nootka Sound vor der Westküste Nordamerikas.
Am 15. Oktober verließ Bacstrom dort die Butterworth, nachdem er nach seinen Angaben von Kapitän und Offizieren schlecht behandelt worden war.
Nachdem er kurze Zeit Gast der spanischen Garnison in Nootka gewesen war, konnte er auf der Three Brothers, einer Brigg aus Newcastle, seine Reise fortsetzen. Zusammen mit dem Schoner Prince William Henry segelte man weiter nach Haida Gwaii und zur Südküste Alaskas in der Nähe des heutigen Sitka. Auf dieser Reise entstanden zahlreiche Zeichnungen Bacstroms.

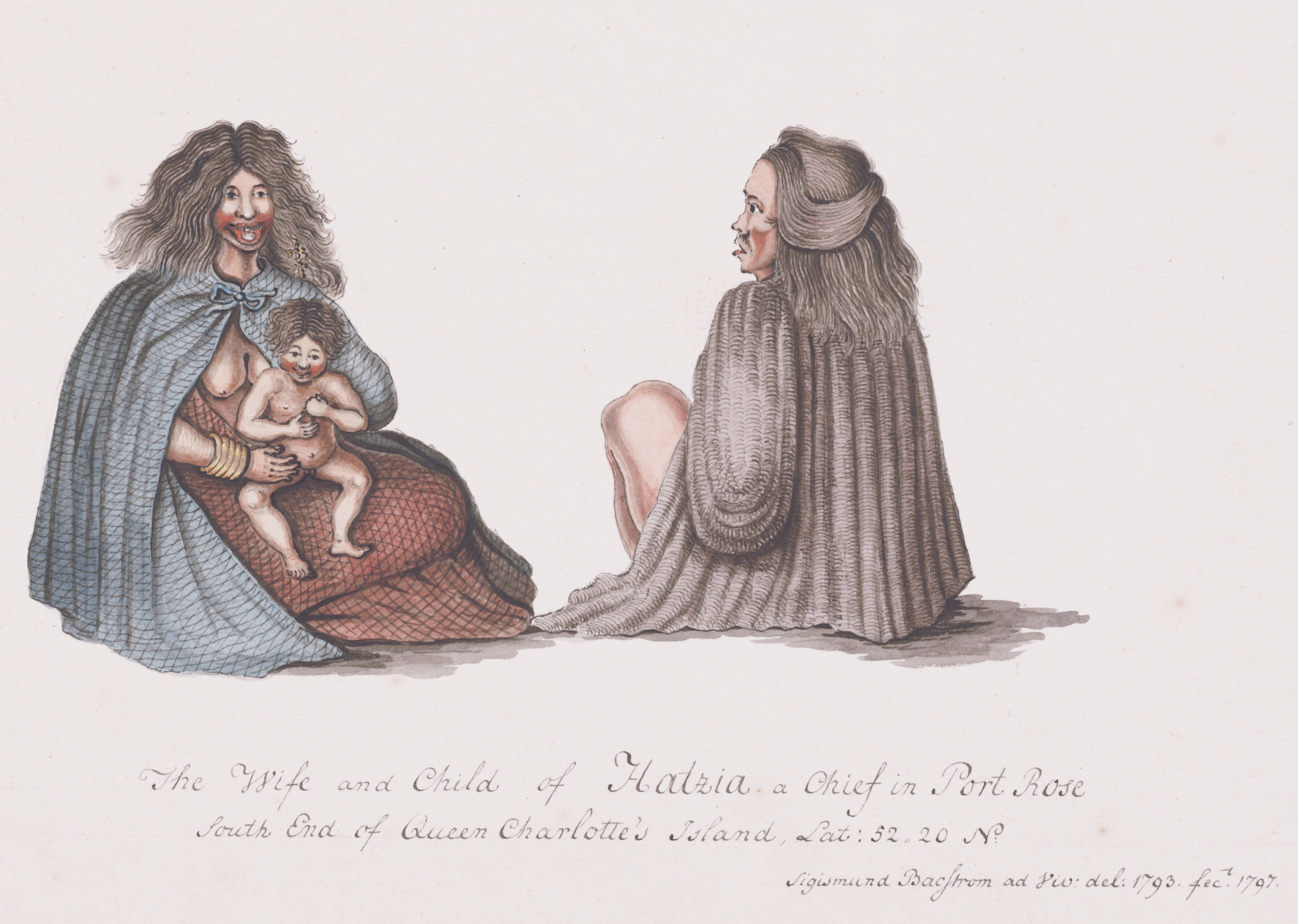
Frau und Kind eines Häuptlings auf Haida Gwaii, ca. 1793.

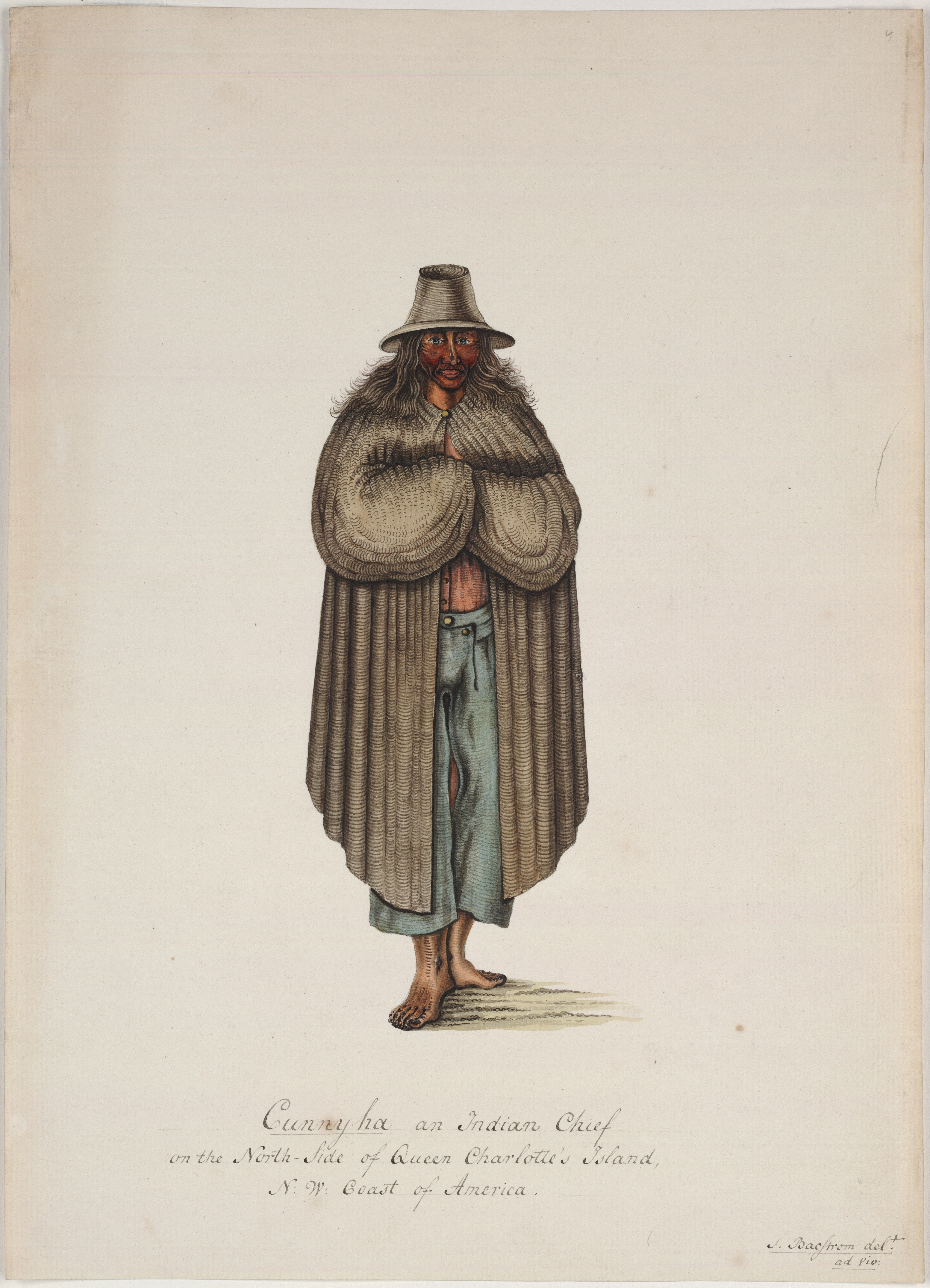
Haida-Häuptling mit Otterpelz und Seemannshosen

Nachdem er nach Nootka Sound zurückgekehrt war, setzte Bacstrom als Schiffsarzt auf der unter amerikanischer Flagge segelnden Brigg Amelia die Reise mit dem Ziel China fort. Vor Macau wurde das Schiff jedoch von dem britischen Kreuzer HMS Lion aufgebracht, und es wurde anhand der Schiffspapiere festgestellt, dass die Amelia eigentlich ein französisches Schiff war. Dementsprechend wurde sie als Kriegsbeute eingezogen und Bacstrom fand sich im südchinesischen Guangdong gestrandet.
Schließlich fand er erneut einen Posten als Schiffsarzt, diesmal an Bord der Warren Hastings, einem unter genuesischer Flagge segelndem ehemaligen Ostindienfahrer von 600 t mit britischem Kapitän und einer aus 13 Nationen zusammengewürfelten Crew, die um das Kap der Guten Hoffnung nach Ostende fahren sollte. Doch unter Führung des französischen Ersten Offiziers meuterten die Franzosen, Spanier, Portugiesen und Italiener in der Mannschaft und brachten das Schiff in ihre Gewalt. Bacstrom wurde zusammen mit anderen unter Deck eingeschlossen. Dann segelte das Schiff nach Mauritius, wo es zusammen mit der Ladung als französische Kriegsbeute eingezogen wurde.
Nach 6 Monaten Aufenthalt auf Mauritius gelang es Bacstrom, eine Passage auf einem nach New York bestimmten amerikanischen Schiff zu kaufen, aber dieses wurde erneut von einem britischen Kriegsschiff auf den Virgin Islands aufgebracht und Schiff und Ladung wurden eingezogen. Mit Hilfe des britischen Gouverneurs  George Leonhard erreichte Bacstrom schließlich am 23. Juli 1795 London, 4 Jahre und 8 Monate nachdem er von dort aufgebrochen war.

## Alchemie und Rosenkreuz
Während seines Aufenthalts in Mauritius soll Bacstrom am 12. September 1794 von einem Comte Louis de Chazal in eine Bruderschaft von Rosenkreuzern aufgenommen worden sein. Ein entsprechendes Dokument ist in einer Abschrift Frederick Hockleys (1809–1885) erhalten. Es enthält ein nach 14 Punkten gegliedertes Versprechen an die Bruderschaft und ist von Bacstrom und Du Chazel, F.R.C. unterzeichnet. Dieser Comte de Chazal soll zum Zeitpunkt der Einweihung Bacstroms McLean zufolge 96 Jahre alt gewesen sein, seine alchemistischen Kenntnisse sollen ihm 1740 in Paris vermittelt worden sein und John W. Hamilton Jones deutet in der Einführung zu Bacstroms Alchemical Anthology an, dass der Lehrer Chazals kein anderer als der Graf von Saint Germain gewesen sein soll.
Nach seiner Rückkehr nach London verdiente Bacstrom seinen Lebensunterhalt durch den Verkauf von Drucken und Zeichnungen von seinen Reisen sowie als Autor esoterischer Texte. Er übersetzte lateinische, deutsche und französische alchemistische Werke ins Englische und wirkte auf die Mitglieder der Societas Rosicruciana in Anglia wie Hockley und auf die Theosophie des 19. Jahrhunderts. So publizierte Helena Petrovna Blavatsky Bacstroms Übersetzung der Aurea catena Homeri (Golden Chain of Homer) 1891 in der theosophischen Zeitschrift Lucifer. Nach Adam McLean soll Alexander Tilloch (1759–1825), der Begründer des Philosophical Magazine, in dem 1799 auch der Reisebericht Bacstroms erschienen war, ein Schüler von Bacstrom gewesen sein. McLean gibt das Zulassungsdokument Tillochs in seinem Artikel wieder, das fast wörtlich mit dem entsprechenden Dokument Bacstroms übereinstimmt, wodurch es wahrscheinlicher wird, dass die als Bacstrom-Society bekannte Gruppe von Rosenkreuzern in England um 1800 tatsächlich existierte. Bemerkenswert bei diesem Dokument ist, wie auch McLean feststellt, das 4. Versprechen, in dem versichert wird, Frauen nicht von der Einweihung auszuschließen, 

„as there is no distinction of sexes in the spiritual world, neither amongst the blessed Angels nor among the rational immortal spirits of the Human race“

„da es in der geistigen Welt keinen Unterschied der Geschlechter gibt, keinen unter den gesegneten Engeln noch unter den vernunftbegabten Geistern der menschlichen Rasse“

wobei auf das Beispiel würdiger Frauen verwiesen wird. Namentlich werden genannt: Semiramis, Königin von Ägypten(!), die Prophetin Mirjam, Perenelle, die Frau von Nicholas Flamel, und außerdem eine Leona Constantia, „Äbtissin von Clermont“, die im Jahr 1736 als Soror Rosae Crucis aufgenommen worden sein soll.

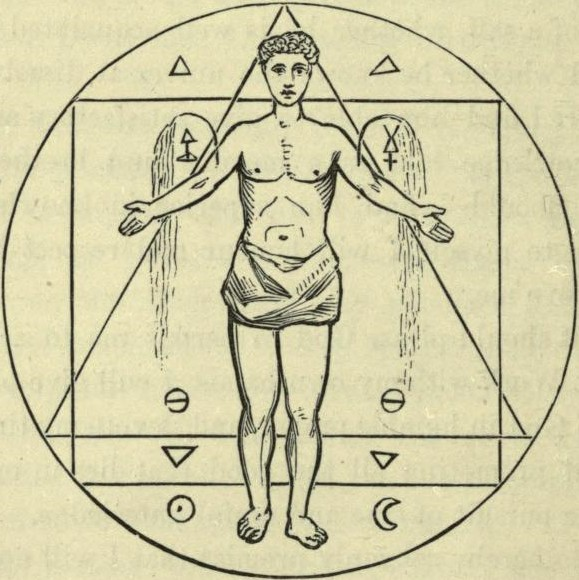
„Philosophisches Siegel“ der Bacstrom-Society

Emblem des Lectorium Rosicrucianum

Auffällig ist auch die Ähnlichkeit des bei Waite abgebildeten „Philosophischen Siegels“ von Bacstroms Society of Rosicrucians (Dreieck und Quadrat einem Kreis einbeschrieben) mit dem heute vom Lectorium Rosicrucianum verwendeten Emblem.
Dem Zirkel Bacstroms in London sollen auch der Arzt und Astrologe Ebenezer Sibly (1751–ca. 1799) und der General Charles Rainsford (1728–1809) angehört haben. Über Frederick Hockley gelangte Arbeiten und Übersetzungen Bacstroms vermutlich in die Hände von William Alexander Ayton (1816–1909), William Wynn Westcott und Samuel Liddell MacGregor Mathers und hatten damit Einfluss auf die Lehren des Hermetic Order of the Golden Dawn, der wiederum die Entwicklung des westlichen Okkultismus im 20. Jahrhundert maßgeblich beeinflusste.
Eine Sammlung der Manuskripte Bacstroms und anderer alchemistischer Schriften war seit 1923 im Besitz von Manly Palmer Hall. Nach dessen Tod 1990 wurden sie an das J. Paul Getty Museum in Malibu verkauft. Eine Bibliographie der Hallschen Sammlung erschien 1986. Digitalisate der Manuskripte sind im Internet Archive verfügbar.

## Schriften
- Account of a voyage to Spitsbergen in the year 1780. Philadelphia 1810. Erstdruck in: The Philosophical magazine. Series 1, Bd. 4 Nr. 14 (1799), S. 139–152, doi:10.1080/14786449908677046.
- Bacstrom's Alchemical Anthology. Hgg. mit einer Einführung von John W. Hamilton Jones. John M. Watkins, London 1960.
- Compendium. 2 Teile. AMORC, San Jose CA 1993.

Übersetzungen
- Anton Joseph Kirchweger: Aurea catena Homeri. The golden chain of Homerus, that is, A description of nature and natural things. Sapere Aude Metaphysical Republishers, San Francisco 1983.